# Pontegarten
De Pontegarten is een wijkparkje in de Duitse stad Görlitz dat is aangelegd tussen 1995 en 1999 op de plaats van een boomgaard en enkele bedrijfsgebouwen aan de Pontestraße.
Naast de weide met de boomgaard is er nu een speeltuin en zijn er volkstuinen voor de bewoners uit de omliggende woonblokken. Er is een verbinding naar de Hohe Straße aangelegd, waar ook een plein is aangelegd.